# Diaphorus texanus
Diaphorus texanus är en tvåvingeart som beskrevs av Van Duzee 1932. Diaphorus texanus ingår i släktet Diaphorus och familjen styltflugor.
Artens utbredningsområde är Texas. Inga underarter finns listade i Catalogue of Life.